# Hemera
Hemera (Grieks: 'Ημερα) was in de Griekse mythologie de goddelijke personificatie van de dag. Haar Romeinse aspect is Dies. Volgens de mythe zou Hemera Tartaros (de onderwereld) verlaten wanneer Nyx (de nacht) binnenkwam en vice versa. Zo verklaarden de Grieken de natuurlijke wisseling tussen dag en nacht.
De Godin van de Dag werd geassocieerd met Eos, de Godin van de Dageraad. In sommige werken worden zij als één en dezelfde godin voorgesteld.

## Oorsprong en nakomelingen
Hemera werd meestal gezien als de dochter van Nyx en Erebus (de duisternis). Hemera's broer was Aether, de atmosfeer en tevens het licht. 's Avonds hing Nyx een sluier van duisternis tussen Aether en Aer (de aardgebonden lucht) en liet zo de nacht vallen. 's Ochtends joeg Hemera deze mist uiteen, waardoor de helderblauwe aether weer zichtbaar werd. De zon speelde voor de oude Grieken dus geenszins een belangrijke rol in de wisseling van dag en nacht.
De naam Hemera komt van het Griekse woord "kalimera", dat goedemorgen of goedenavond betekent.
Thalassa, een van de Griekse oergoden van de zee, is de dochter van Hemera en Aether. Volgens sommige bronnen zijn Gaea en Uranus ook kinderen van dit paar.